# Forschungszentrum Telekommunikation Wien
Das Forschungszentrum Telekommunikation Wien (FTW) war eine außeruniversitäre Forschungseinrichtung mit Sitz in Wien, welche 1998 gegründet wurde und in der bis 2015 Forschung auf dem Gebiet der Informations- und Kommunikationstechnik betrieben wurde. Der Hauptstandort des FTW war im Tech Gate Vienna. Ab 2010 gab es auch eine Außenstelle an der Technischen Universität Graz. Im Jahr 2009 beschäftigte das FTW rund 70 Mitarbeiter.

## Geschichte
Der Trägerverein FTW Forschungszentrum Telekommunikation Wien wurde am 21. Dezember 1998 gegründet. Im Jahr 2000 folgte die Gründung der FTW Forschungszentrum Telekommunikation Wien GmbH. Im Zeitraum von 1999 bis 2006 wurde das FTW durch das Kplus-Programm der FFG gefördert. Im Jahr 2007 wurde zusammen mit dem VRVis ein Antrag auf Förderung eines K2-Zentrums bei der FFG eingereicht, der jedoch nicht genehmigt wurde. Im Zeitraum von 2008 bis 2015 wurde das FTW als K1-Zentrum durch das COMET Programm der FFG gefördert. Da 2014 eine weitere Förderperiode als K1-Zentrum nicht bewilligt wurde, folgte 2015 die Liquidation der GmbH und mit Jahresende 2015 die Einstellung des operativen Betriebs.